# 정지연 (1984년)
정지연(1984년 6월 20일 ~)는 대한민국의 배우, 영화 감독, 작가이다.

## 학력
- 한국예술종합학교 영상원 영화과 학사

## 연기 활동

### 영화
- 2009년 《나는 곤경에 처했다!》 ... 유나 역
- 2010년 《할 수 있는 자가 구하라》

## 연출

### 영화
- 2008년 《봄에 피어나다》
- 2010년 《이제 난 용감해질거야》
- 2013년 《소년병》
- 2014년 《감기》
- 2022년 《앵커》

## 수상
- 2008년 제4회 대한민국대학영화제 대상
- 2008년 제34회 서울독립영화제 집행위원회 특별상